# Albertbrug (Antwerpen)
De Albertbrug was een brug in het Antwerpse havengebied op de rechteroever van de Schelde. De brug lag over het westelijk uiteinde van het Kanaalsas, bij de verbinding met het Amerikadok, en bij het pomphuis.
De Albertbrug was een lage basculebrug van het Strausstype. Er liep een enkelsporige spoorlijn over de brug. Toen het Kanaalsas verbreed werd en daarmee ook Droogdok 7 verdween, werden de Albertbrug en de Droogdokbrug verwijderd. De lage Straatsburgbrug aan het andere einde van het Kanaalsas was reeds vroeger vervangen door een hoge vaste constructie.
In 1997 werd aan de onderzijde van de brug een kunstwerk van de Antwerpse kunstenares Nancy Van Meer bevestigd in het kader van de tentoonstelling Bridge Art tijdens het Portival-festival in de Haven van Antwerpen. Ook 5 andere bruggen in de oude haven werden op deze manier "aangekleed". De kunstwerken waren enkel zichtbaar als de bruggen geopend werden voor het scheepvaartverkeer.
Albertbrug · Asiabrug · Berendrechtbrug · Boudewijnbrug · Droogdokbrug · Farnesebrug · Frederik Hendrikbrug · Kattendijkbrug · Kempischebrug · Kruisschansbrug · Lefèbvrebrug · Lillobrug · Londenbrug · Luikbrug · Meestoofbrug · Melselebrug · Mexicobrug · Nassaubrug · Noorderlaanbrug · Noordkasteelbrug · Noordlandbrug · Oosterweelbrug · Oudendijkbrug · Petroleumbrug · Royersbrug · Siberiabrug · Straatsburgbrug · Van Cauwelaertbrug · Willembrug · Wilmarsdonkbrug · Zandvlietbrug · Ophaalbrug Merksem Groot Dok · Ophaalbrug Merksem Klein Dok